# OMX Helsinki 25
L'OMX Helsinki 25, abbreviato in OMXH25 (in precedenza HEX25), è un indice azionario della Borsa di Helsinki. L'indice è del tipo value weighted ed è composto dai 25 titoli più scambiati, il cui peso percentuale è limitato ad un massimo del 10%.

## Costituenti

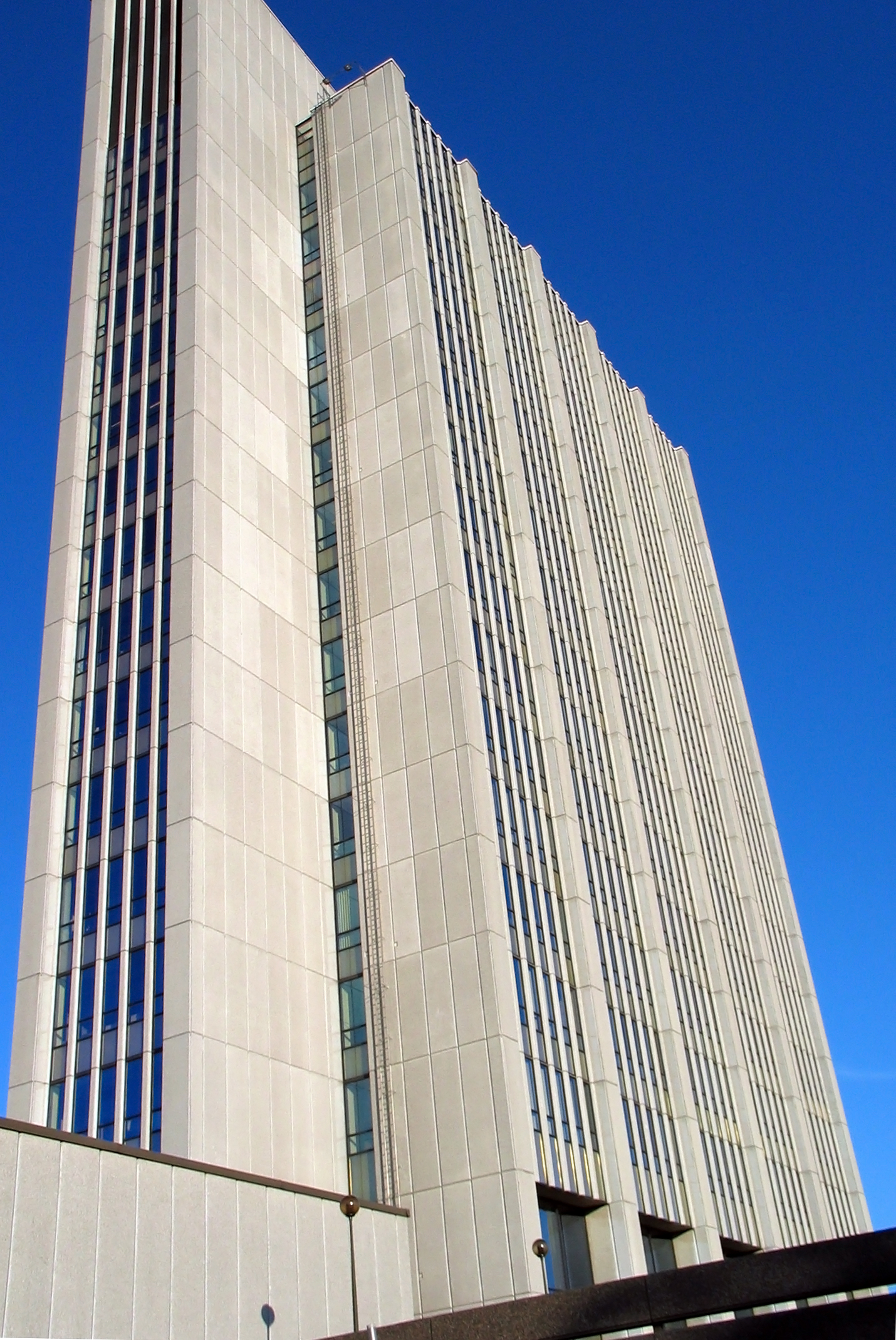
Sede della Fortum a Espoo.

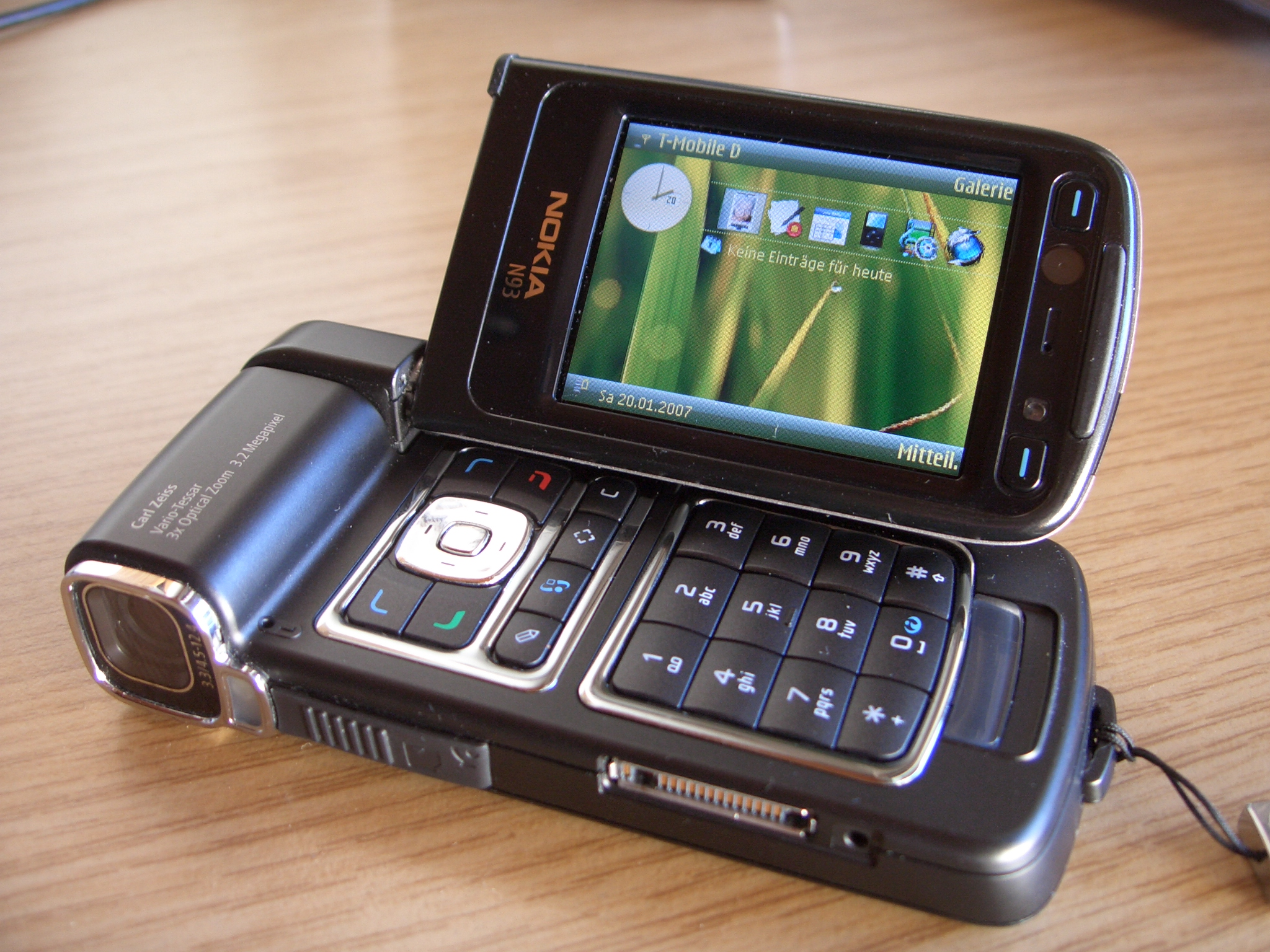
Telefono Nokia N93.

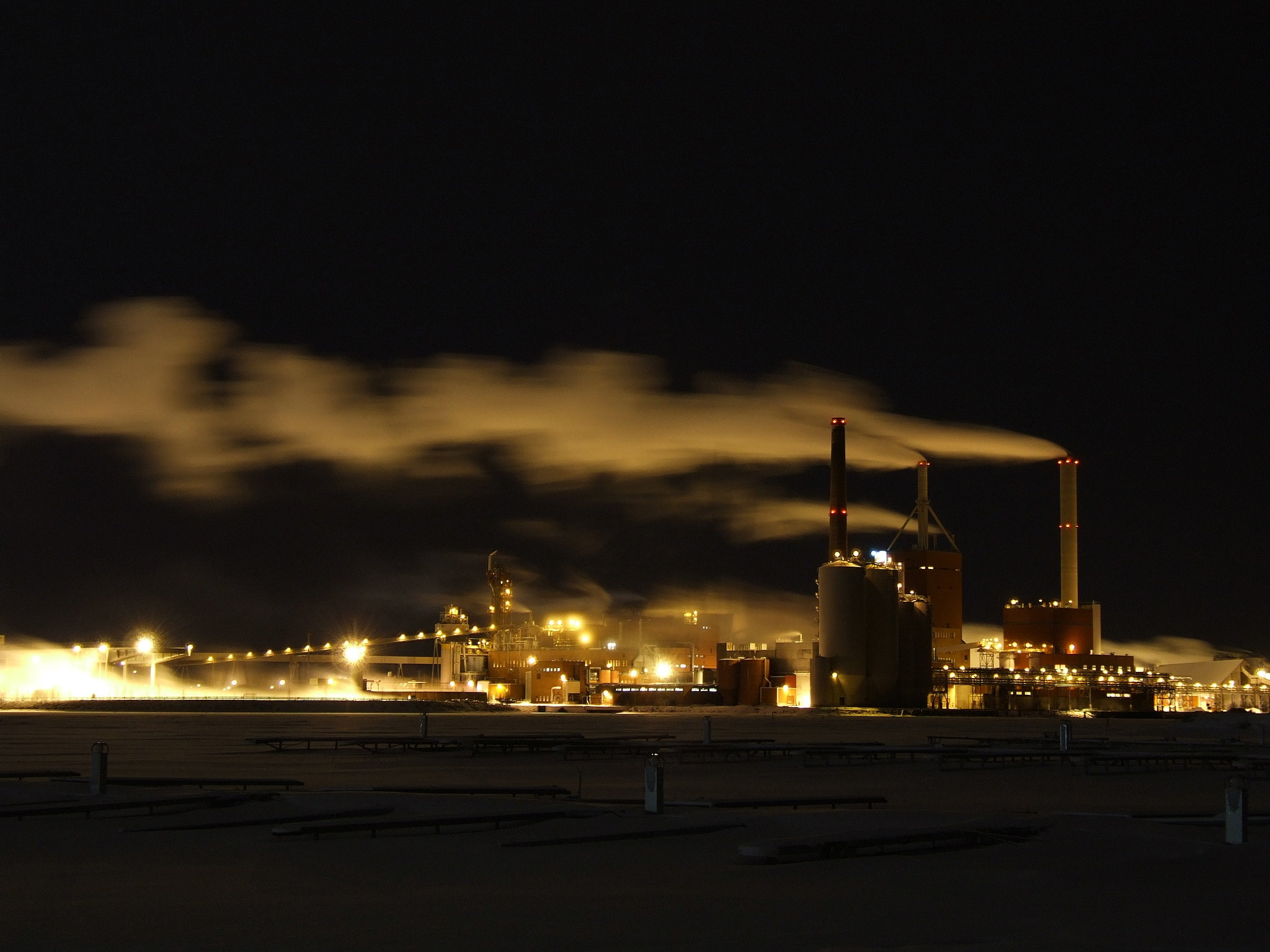
Cartiera della Stora Enso a Oulu.

Secondo la riclassificazione del 2 febbraio 2009, l'indice è composto dalle seguenti 25 compagnie:
| Industria         | Settore GICS                          | Simbolo    | Peso (%) |
| ----------------- | ------------------------------------- | ---------- | -------- |
| Cargotec          | Macchinari industriali                | OMX: CGCBV | 0,63     |
| Elisa             | integrated telecommunication services | OMX: ELI1V | 3,96     |
| Fortum            | electric utilities                    | OMX: FUM1V | 10,00    |
| Kesko             | Distribuzione alimentare              | OMX: KESBV | 2,92     |
| KONE              | Macchinari industriali                | OMX: KNEBV | 7,31     |
| Konecranes        | Macchinari industriali                | OMX: KCR1V | 1,69     |
| M-real            | Carta                                 | OMX: MRLBV | 0,25     |
| Metso             | Macchinari industriali                | OMX: MEO1V | 2,24     |
| Neste Oil         | oil and gas refining and marketing    | OMX: NES1V | 3,35     |
| Nokia             | communications equipment              | OMX: NOK1V | 10,00    |
| Nokian Tyres      | Pneumatici e gomma                    | OMX: NRE1V | 2,22     |
| Nordea AB         | diversified banks                     | OMX: NDA1V | 2,94     |
| Orion Corporation | Prodotti farmacutici                  | OMX: ORNBV | 2,84     |
| Outokumpu         | Acciaio                               | OMX: OUT1V | 2,61     |
| Outotec           | construction and engineering          | OMX: OTE1V | 1,07     |
| Pohjola Bank      | other diversified financial services  | OMX: POH1S | 2,47     |
| Rautaruukki       | Acciaio                               | OMX: RTRKS | 2,44     |
| Sampo             | multi-line insurance                  | OMX: SAMAS | 10,00    |
| Sanoma            | Editoria                              | OMX: SAA1V | 2,16     |
| Stora Enso        | Carta                                 | OMX: STERV | 6,34     |
| TeliaSonera AB    | integrated telecommunication services | OMX: TLS1V | 7,07     |
| Tieto             | IT consulting & other services        | OMX: TIE1V | 1,45     |
| UPM               | Carta                                 | OMX: UPM1V | 8,92     |
| Wärtsilä          | Macchinari industriali                | OMX: WRTBV | 3,90     |
| YIT               | Costruzioni e ingegneria              | OMX: YTY1V | 1,21     |